# Mirepoix-sur-Tarn

Mirepoix-sur-Tarn este o comună în departamentul Haute-Garonne din sudul Franței. În 2009 avea o populație de 689 de locuitori.

## Evoluția populației
| An        | 1975 | 1982 | 1990 | 1999 | 2006 | 2009 |
| --------- | ---- | ---- | ---- | ---- | ---- | ---- |
| Populație | 342  | 399  | 476  | 537  | 662  | 689  |

## Monumente

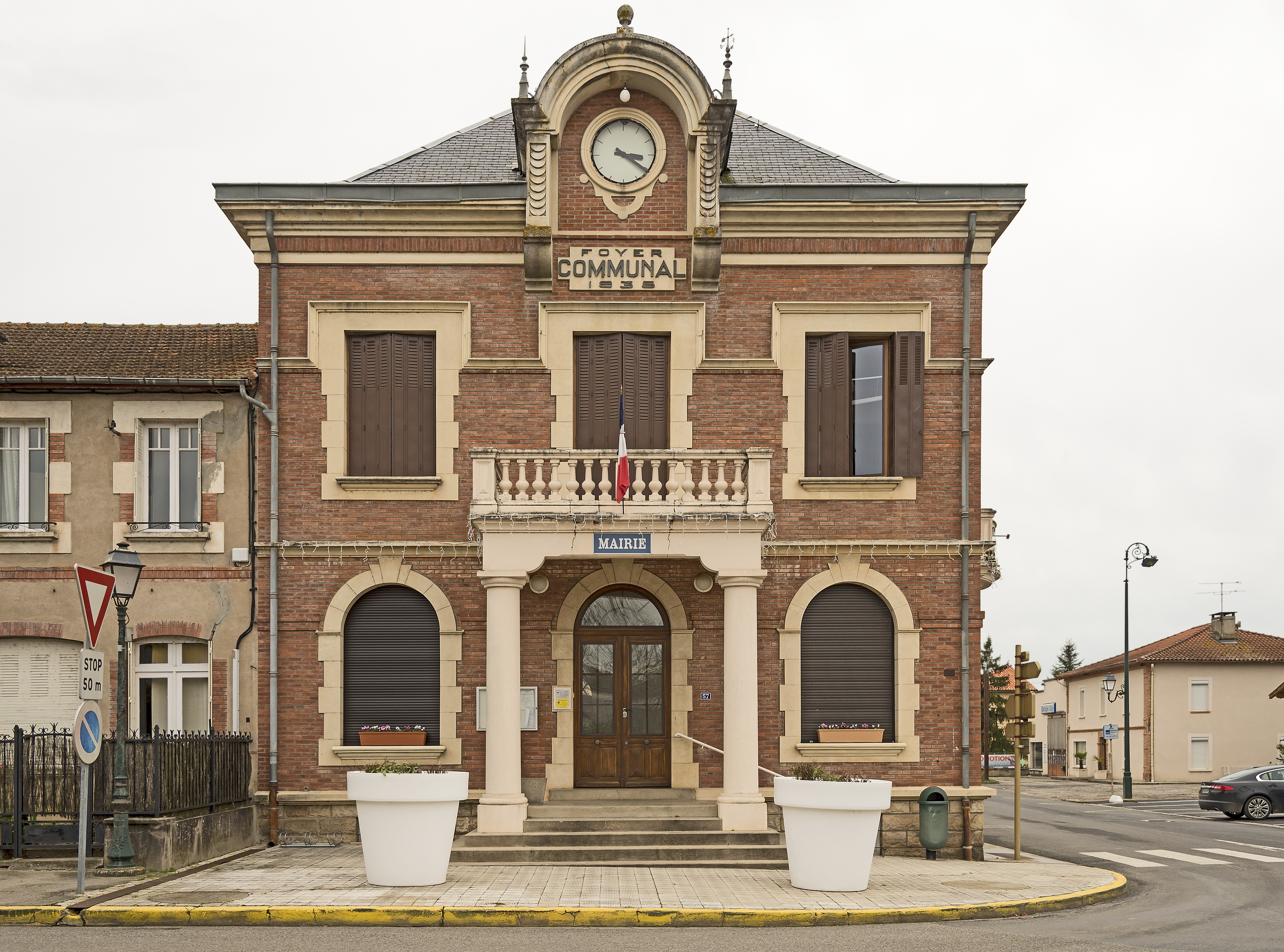
Primărie.
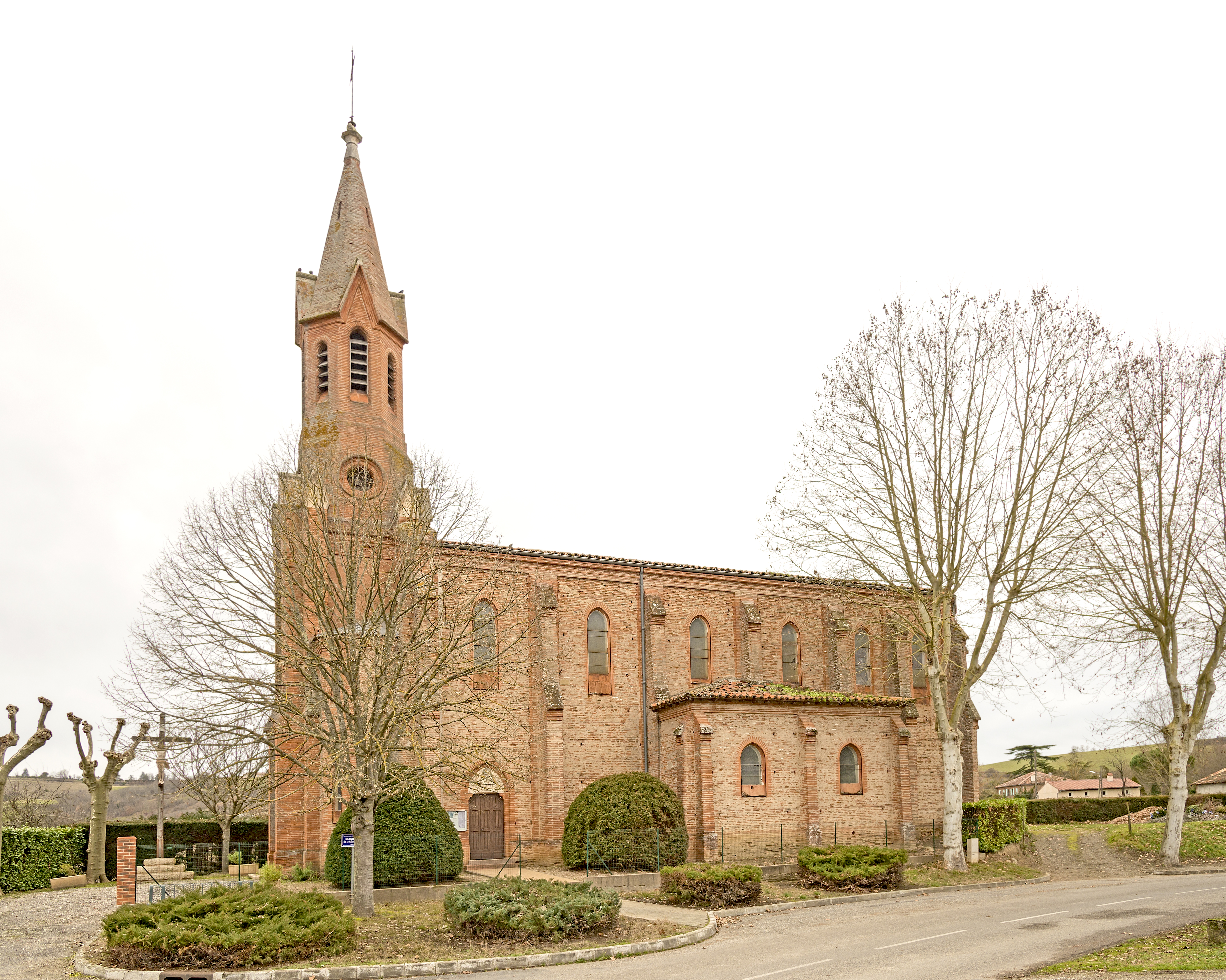
Biserica.